# Pyxicephalus obbianus
Pyxicephalus obbianus är en groddjursart som beskrevs av Enrica Calabresi 1927. Pyxicephalus obbianus ingår i släktet Pyxicephalus och familjen Pyxicephalidae. IUCN kategoriserar arten globalt som livskraftig. Inga underarter finns listade i Catalogue of Life.